# Lnisno
Lnisno – wieś w Polsce położona w województwie łódzkim, w powiecie skierniewickim, w gminie Godzianów.
Data powstania wsi nie jest dokładnie znana, choć prawdopodobnie powstała przed 1300 rokiem, tak jak okoliczne osady. Wieś arcybiskupstwa gnieźnieńskiego w ziemi rawskiej województwa rawskiego w 1792 roku. W latach 1975–1998 miejscowość administracyjnie należała do województwa skierniewickiego.